# Френцель
Френцель (пол. Frentzel) — польский дворянский герб.

## Описание
В серебряном поле дуб; в челе же щита, зеленого цвета, две золотые звезды, рядом. В левой опоре великан опирающийся правым локтем на щит, с палицею в левой руке спущенною вниз.
Щит покрыт зеленой мантией и увенчан дворянскою короною. Герб Френцель внесен в Часть 2 Гербовника дворянских родов Царства Польского, стр. 31

## Герб используют
Герб вместе с потомственным дворянством Всемилостивейше пожалован за усердную службу Члену Обывательского Совета Августовского Воеводства и владельцу имения Понемоня Петру Лебрехту Френцелю, Высочайшею грамотою Государя Императора и Царя НИКОЛАЯ I, 1826 года Генваря 21 (Февраля 5) дня.